# Давидчик Василь Гаврилович
Василь Гаврилович Дави́дчик (нар. 12 липня 1924, Сеньковичі — пом. 10 травня 1995, Залуззя) — білоруський поет.

## З життєпису
Народився 12 липня 1924 року в селі Сеньковичах Кобринського повіту Поліського воєводства II Речі Посполитої (нині Жабинківський район Берестейської області, Білорусь). Закінчив Брестський педагогічний інститут.
Помер 10 травня 1995 року в селі Залуззі Жабинківського району Берестейської області.

## Творчість
Автор віршів говіркою, якою розмовляли в Сеньковичах і російською мовою. З 1986 року друкувався у газетах «Заря», «Сельская праўда». 
Писав ліричні етюди, байки, пісні. 1990 року уклав збірку «Уйми боль сердца моего»  та у 1992 році збірку «Пошкодуй нас, наша доля». Його поезії вміщено у збірці «До тебе, світе...» (Київ, 2003). 
Захоплювався живописом і різьбленням.